# Mictoschema tuckeri
Mictoschema tuckeri är en fjärilsart som beskrevs av Louis Beethoven Prout 1925. Mictoschema tuckeri ingår i släktet Mictoschema och familjen mätare. Inga underarter finns listade i Catalogue of Life.